# ماثيو فونتان
ماثيو فونتان (9 أبريل 1987 في فرنسا - ) (بالفرنسية: Matthieu Fontaine)‏ هو لاعب كرة قدم فرنسي في مركز الدفاع. لعب مع ستاد ريمس ونادي أميين ونادي روان ونادي لانس وVendée Poiré-sur-Vie Football ‏.

## روابط خارجية
- ماثيو فونتان على موقع رابطة كرة القدم الفرنسية للمحترفين (الإنجليزية)
- ماثيو فونتان على موقع قاعدة بيانات كرة القدم.إي يو (الإنجليزية)
- ماثيو فونتان على موقع Soccerway.com (الإنجليزية)